# Satanoperca daemon
Satanoperca daemon is een straalvinnige vissensoort uit de familie van de cichliden (Cichlidae). De wetenschappelijke naam van de soort was oorspronkelijk Geophagus daemon, en is gepubliceerd in 1840 door Heckel. Het is een tropische zoetwatervis die voorkomt in Zuid-Amerika in het Amazone- en Orinocobekken. Het is ook een aquariumvis.